# Last Love
Singles de Miliyah Katō
Bye Bye
(2010) Yuushatachi
(2011)
Last Love est le 18e single de Miliyah Katō, sorti sous le label Mastersix Foundation le 9 juin 2010 au Japon. Il atteint la 13e place du classement de l'Oricon. Il se vend à 10 541 exemplaires la première semaine, et reste classé pendant 6 semaines, pour un total de 16 731 exemplaires vendus.
Last Love se trouve sur l'album Heaven.

## Liste des titres
Toutes les paroles sont écrites par Miliyah Katō, sont arrangées par de Shinichiro Murayama, sont arrangées par l'orchestre par Yuichiro Goto.
| 1. | Last Love                | 5:30 |
| 2. | Tomorrow                 | 4:48 |
| 3. | Fallin'                  | 3:56 |
| 4. | Last Love (Instrumental) | 5:27 |

| 1. | Bye Bye |  |